# Elthusa samoënsis
Elthusa samoënsis är en kräftdjursart som först beskrevs av Schioedte och Frederik Vilhelm August Meinert 1884.  Elthusa samoënsis ingår i släktet Elthusa och familjen Cymothoidae. Inga underarter finns listade i Catalogue of Life.